# Derek Fatchett
Derek John Fatchett (ur. 22 sierpnia 1945 w Lincoln, zm. 9 maja 1999 w Wakefield) – brytyjski polityk Partii Pracy, deputowany Izby Gmin.

## Działalność polityczna
W okresie od 9 maja 1983 do śmierci 9 maja 1999 reprezentował okręg wyborczy Leeds Central w brytyjskiej Izbie Gmin.